# عين الله الضويات (سبع رواضي)
عين الله الضويات هي إحدى مشيخات المملكة المغربية، تتبع جغرافيا لإقليم مولاي يعقوب وإداريًا لسبع رواضي. يقدر عدد سكانها بـ 4840 نسمة حسب الإحصاء الرسمي للسكان والسكنى لسنة 2004.